# Rdeča garda
Rdeča garda (poenostavljena kitajščina: 红卫兵; tradicionalna kitajščina: 紅衛兵; pinjin: Hóng Wèibīng) je bilo množično paravojaško družbeno gibanje pod vodstvom študentov, ki ga je med letoma 1966 in 1967 mobiliziral in vodil kitajski voditelj Mao Cetung, med prvo fazo kitajske kulturne revolucije, ki jo je vodil. Po besedah vodje Rdeče garde so bili cilji gibanja naslednji:    
Predsednik Mao je opredelil našo prihodnost kot oboroženo revolucionarno mladinsko organizacijo... Torej, če je predsednik Mao naš vrhovni rdeči poveljnik in smo mi njegova rdeča garda, kdo nas lahko ustavi? Najprej bomo preuredili Kitajsko maoistično od znotraj navzven, nato pa bomo pomagali delavcem drugih držav narediti svet rdeč...in nato še celotno vesolje.
Kljub temu, da je Rdeča garda že zgodaj naletela na odpore, je prejela osebno podporo Maa in gibanje je hitro raslo. Gibanje v Pekingu je doseglo vrhunec med "rdečim avgustom" leta 1966, ki se je kasneje razširilo na druga območja celinske Kitajske. Mao je skupino uporabil kot propagando in za doseganje ciljev, kot je prevzem oblasti in uničenje simbolov kitajske predkomunistične preteklosti (»štirje stari«), vključno s starodavnimi artefakti in grobišči uglednih kitajskih osebnosti. Poleg tega je bila vlada zelo popustljiva do Rdeče garde in je Rdeči gardi celo dovolila, da je poškodovala ljudi, ki so jih imeli označevali za politične nasprotnike. Gibanje je hitro ušlo izpod nadzora, pogosto je prihajalo v konflikt z oblastjo in ogrožalo javno varnost, dokler si vlada ni prizadevala obvladati mladih, pri čemer je celo sam Mao ugotovil, da so levičarski študenti postali preveč radikalni. Skupine Rdeče garde so prav tako trpele zaradi notranjih spopadov, saj so se med njimi razvile frakcije. Do konca leta 1968 je skupina kot formalno gibanje razpadla. 